# ノルトシュテンメン
ノルトシュテンメン (ドイツ語: Nordstemmen,  発音) はドイツ連邦共和国ニーダーザクセン州ヒルデスハイム郡西部の町村（以下、本項では便宜上「町」と記述する）である。この町はニーダーザクセン南部地方のハノーファー＝ブラウンシュヴァイク＝ゲッティンゲン＝ヴォルフスブルク大都市圏に含まれる。この町はライネ川沿いに位置している。

## 地理

### 位置
ノルトシュタンメンは、ヒルデスハイムの西、北ドイツ低地の南端に位置している。ヒルデスハイムの森の北西端にあたり、ハラー川とライネ川との合流点から東に約 1 km の場所である。ライネ川はマリエンベルク橋付近でマリエンベルクの麓を流れる。この山の南斜面にはマリエンブルク城が建っている。

### 自治体の構成
自治体ノルトシュテンメンには以下のオルトシャフト（地区）が属している。
| - アーデンゼン - バルンテン - ブルクシュテンメンおよびブルク・ポッペンブルク - グロース・エシェルデ - ハラーブルク | - ハイヤーズム - クライン・エシェルデ - マーレルテン - ノルトシュテッテン（中核地区） - レッシング |

### 隣接する市町村
ノルトシュタンメンは、北東から時計回りに以下の市町村と境を接する。ザールシュテット、ギーゼン、ヒルデスハイム、グローナウ (ライネ)、エールツェ（以上、ヒルデスハイム郡）、シュプリンゲ、パッテンゼン（ともにハノーファー広域連合）。

### 町村合併
1974年に行われた地域再編に伴い、それまで独立した町村であったアーデンゼン、バルンテン、ブルクシュテンメン、グロース・エシェルデ、ハラーブルク、ハイヤーズム、クライン・エシェルデ、マーレルテン、レッシングがノルトシュテンメンに合併した。

## 住民

### 人口推移
| 年   | 人口（人） | 出典  |
| ---- | ---------- | ----- |
| 1664 | 0 187      | [ 3 ] |
| 1812 | 0 445      | [ 3 ] |
| 1848 | 00 570 1   | [ 4 ] |
| 1885 | 1,475      | [ 5 ] |
| 1910 | 1,530      |       |
| 1925 | 1,682      | [ 5 ] |
| 1933 | 1,828      | [ 5 ] |
| 1939 | 1,766      | [ 5 ] |

| 年   | 人口（人） | 出典  |
| ---- | ---------- | ----- |
| 1950 | 03,222     | [ 6 ] |
| 1956 | 02,973     | [ 6 ] |
| 1970 | 03,507     |       |
| 1973 | 03,565     | [ 7 ] |
| 1975 | 12,926     | [ 8 ] |
| 1980 | 12,352     | [ 9 ] |
| 1985 | 12,028     | [ 9 ] |
| 1990 | 12,012     | [ 9 ] |

| 年   | 人口（人） | 出典   |
| ---- | ---------- | ------ |
| 1995 | 12,536     | [ 9 ]  |
| 2000 | 13,286     | [ 10 ] |
| 2005 | 13,107     | [ 9 ]  |
| 2010 | 12,553     | [ 9 ]  |
| 2015 | 12,143     | [ 11 ] |
| 2019 | 12,027     | [ 9 ]  |

- 1 82戸
- 表中の太線は町域再編が行われたタイミングである。
- 1975年以降の数値はいずれも12月31日時点の数値である。

### 宗教

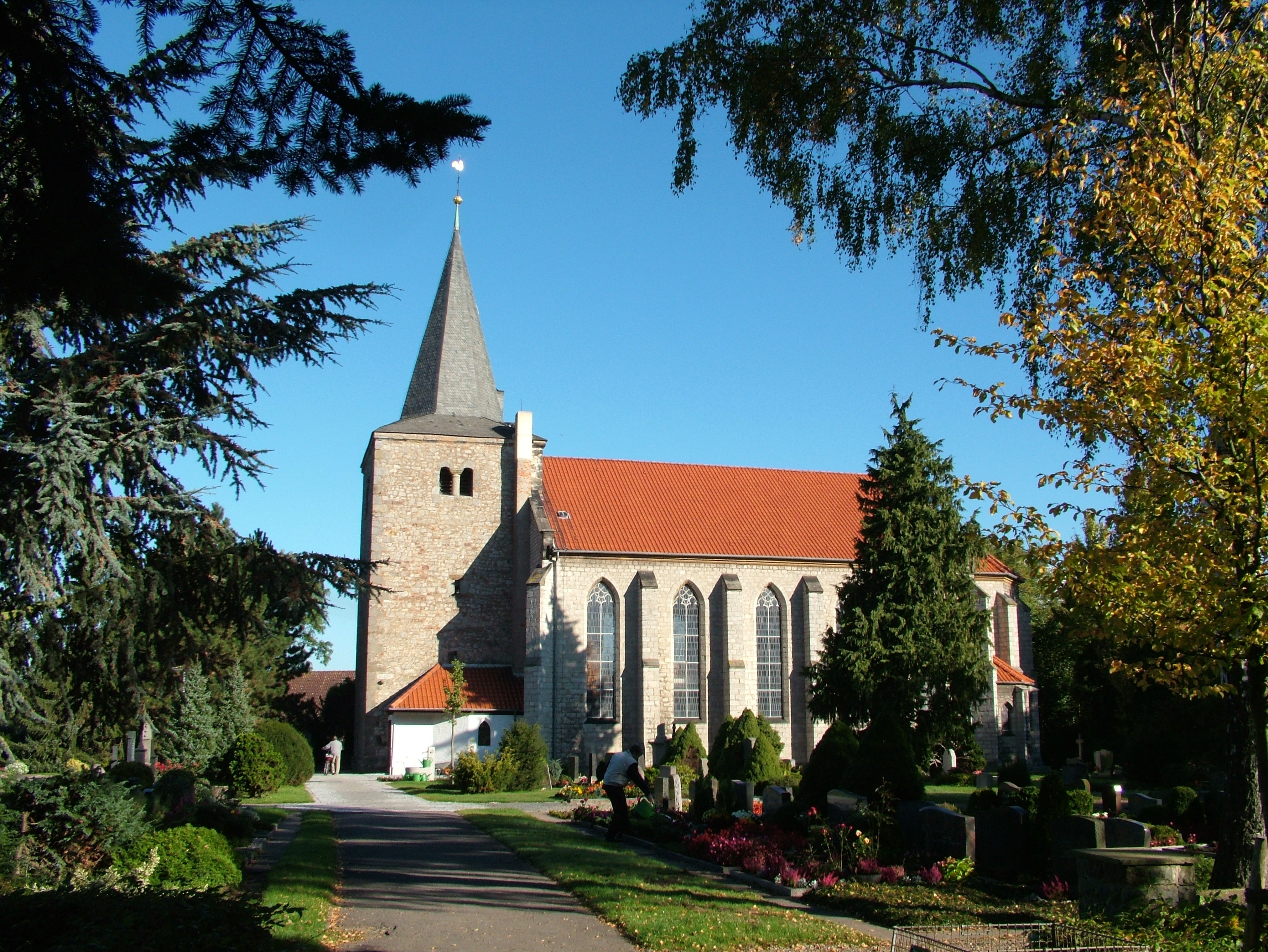
聖ヨハニス教会

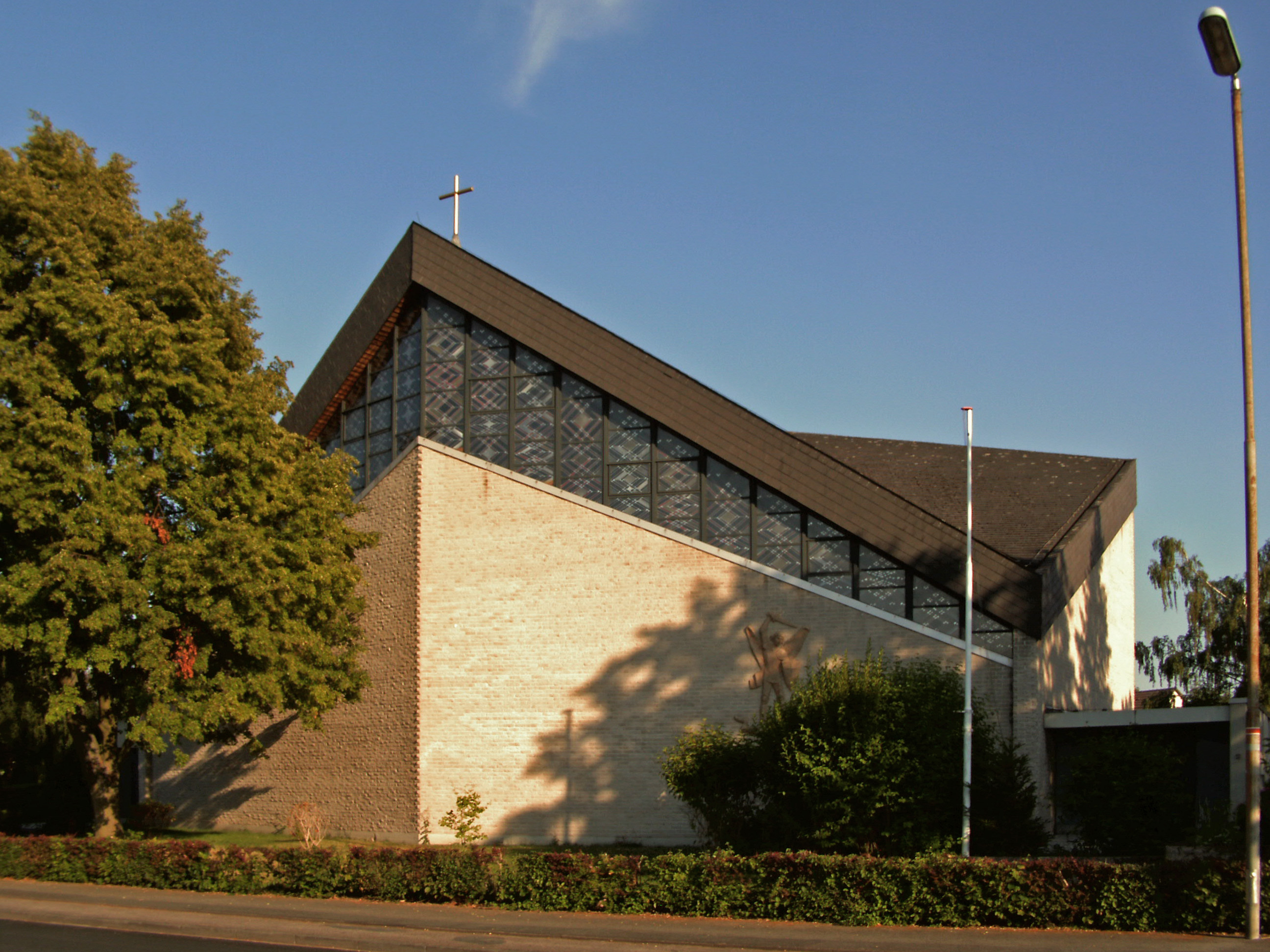
聖ミヒャエル教会

#### 宗教統計
Zensus 2022によれば、2022年5月15日現在のノルトシュテンメンの宗教分布は、福音主義が 47.5 %、カトリックが 13.7 %、その他の宗教または無宗教が 38.8 % であった。プロテスタントとカトリックの信者数は年とともに減少している。

#### 教会
この町には以下の教会がある。
- 福音主義ルター派聖ヨハニス教会: キルヒブリンク3番地の福音主義ルター派聖ヨハニス教会:は19世紀に建造された。この教会共同体は平和礼拝堂を持つ墓地や、1954年から現在の場所に建ち何度も拡張された託児所を有している（ボンヘッファー通り3番地）。
- カトリックの聖ミヒャエル教会: カトリックの聖ミヒャエル教会（ベルリナー通り12番地）は、大天使ミカエルにちなんで命名された。この教会はヨーゼフ・フェーリヒの設計に基づいて建設され、司教ハインリヒ・マリア・ヤンセンによって1971年1月30日に献堂された。1945年以降ノルトシュテンメンおよびその周辺地域のカトリック信者数が急速に増加したため、近くのブルク・ポッペンブルクの聖ヨーゼフ教会では礼拝参加者を収容しきれなくなり、この教会が必要とされた。2010年からザールシュテットの聖霊教区共同体がこの教会に属している。教会が改修が必要となり、一方で礼拝参加者数が大幅に減少したことから司教ハイナ・ヴィルマーは2024年11月16日にこの教会を世俗化した。
- 新使徒教会: 新使徒教会（ドイツ語版、英語版）（アム・ボルン3番地）は1980年11月21日に完成し、2011年11月30日に解散した[13]。建物は2014年まで新使徒教会の共同体・催事センターとして利用された。2011年12月4日からノルトシュテンメンは、グローナウ (ライネ)を拠点とする新使徒教会ライネタール共同体に含まれ、2013年9月29日まで礼拝はエールツェとグローナウで交互に行われていたが、2013年10月以降はグローナウ（ホーアー・エッシャー9番地）でのみ行われてる。

## 行政

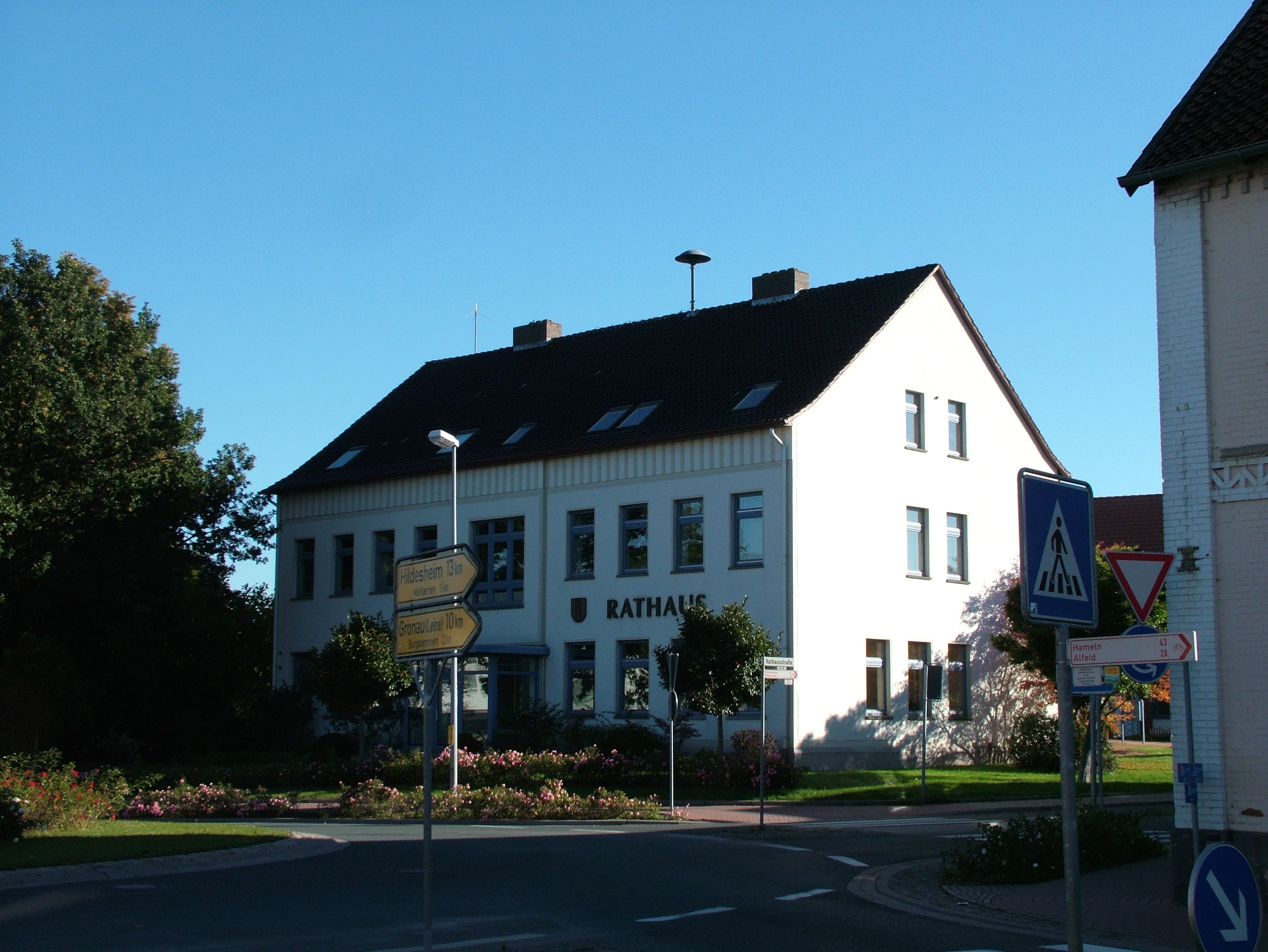
ノルトシュテンメンの町役場

### 議会
ノルトシュテンメンの町議会は30議席からなる。これは人口12,001人から15,000人の町村における議員定数である。議員は5年ごとの直接選挙で選出される。この他に町長が議会への参加権と投票権を有している。

### 首長
ノルトシュテンメンの専任町長は、ニコレ・ドムブロウスキ（無所属）である。

### 地区議会
ノルトシュテンメンの中核地区の地区議会は7議席からなる。

### 地区長
ノルトシュテンメンの中核地区の地区長は、コルネリア・オット (SPD) である。

### 紋章
町の紋章デザインは、ハノーファー地方で多くの紋章をデザインした紋章研究家で紋章画家のグスタフ・フェルカーによる。この紋章は1939年4月3日にハノーファー州長官の認可を得た。アルフェルトの郡長は同年7月6日にこれを発表した。
図柄: 金地に赤い縦帯。縦帯の中に垂直に金色の青銅器時代の剣が描かれている。
紋章の由来: ノルトシュテンメンの近くに位置するマリンブルク城建設の際、古代防衛施設であるシューレンブルク（マリエンブルク城はその跡地に建てられた）から多くの豪華な青銅製の装飾具や武具が発見された。その中にノルトシュテンメンの紋章デザインの元となった剣の残骸があった。ノルトシュテンメンの町は、祖先の防衛の象徴であるこの厳粛な徴を基に、紋章や印章において意味のある形で表現している。

### 旗
ノルトシュテンメンの町の旗は、長辺沿いに同じ幅の黄地と赤地に二分割されている。

## 文化と見どころ

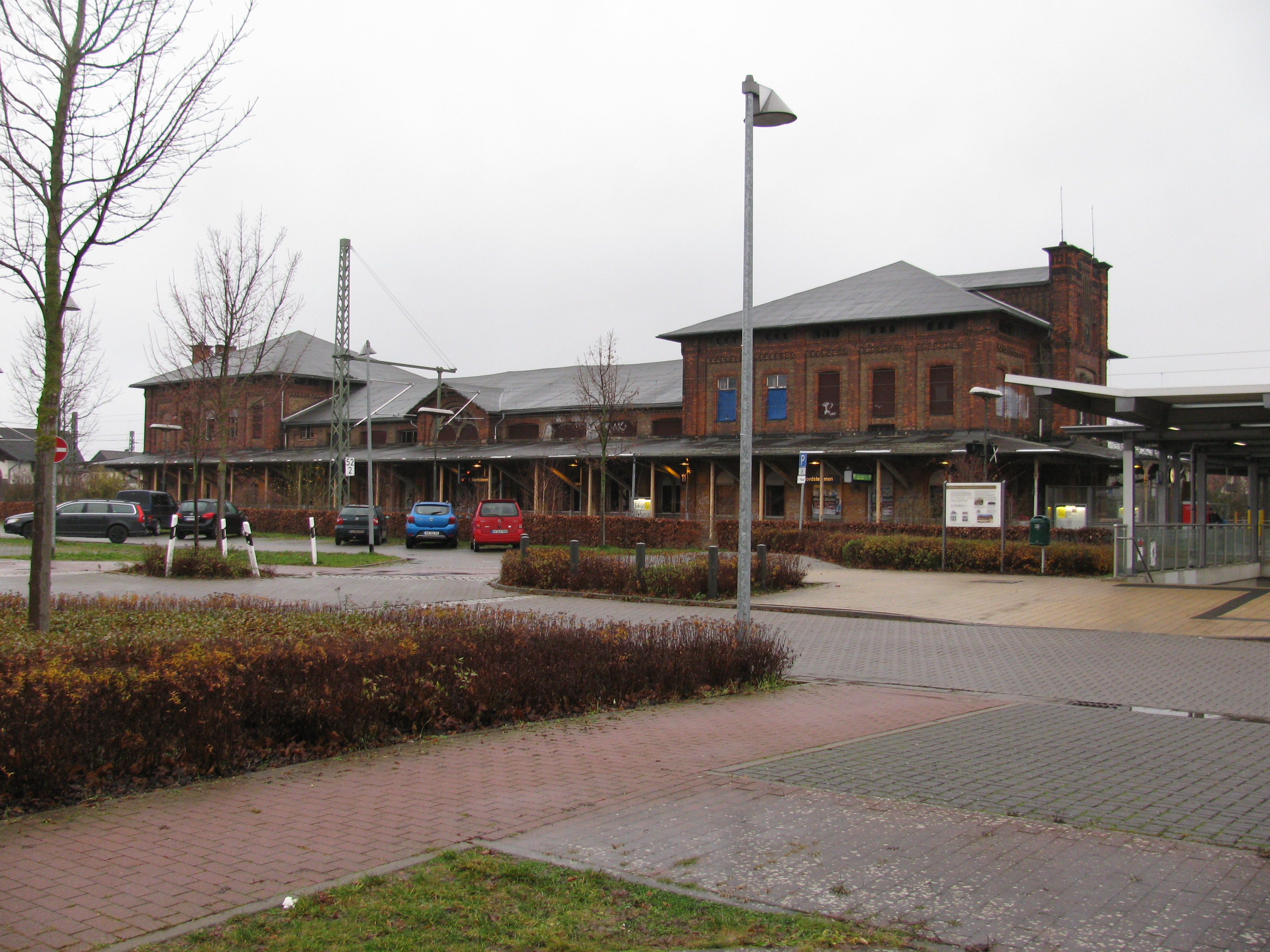
ノルトシュテンメン駅の駅舎

### ノルトシュテンメン駅の駅舎
ノルトシュテンメン駅の駅舎は、1853年から1854年に2人の建築家コンラート・ヴィルヘルム・ハーゼとユリウス・ラッシュによって、マリエンブルク城の王の駅舎にふさわしく、レンガ造り円頭アーチの様式で建設された。その姿はマリエンブルクとアンサンブルをなしている。コンラート・ヴィルヘルム・ハーゼは、1858年から1869年に駅舎内に王の待合室を、駅レストランに廷臣のためのビュッフェを設けた。ハノーファー王ゲオルク5世は、マリエンブルクへ向かう際にはノルトシュテンメン駅で廷臣とともに列車を降りた。皇帝も同じくノルトシュテンメン駅を経由してマリエンブルクへ出かけた。
駅舎は長年使用されておらず、構造上の理由から立ち入りが禁止されている。木造構造の一部でシロアリによる被害が広がり、保存状態は著しく悪化している。やがて建物全体が倒壊する危機に直面した。2011年からヒルデスハイムの建築家ディルク・ベッテルスが、コンラート・ヴィルヘルム・ハーゼが建設した駅舎を公的資金で買収して原型に忠実に復元する計画を進めていたが、成功しなかった。2013年8月にドイツ鉄道との間で駅舎の購入契約が不成立に終わり、ディルク・ベッテルスは建設プロジェクトから撤退した。この工事を目的に25人の失業者に対して始まっていた職業訓練プロジェクトも、訓練が終了する前の2013年8月30日に中止された。同日、ノルトシュテンメンの町役場で文化財保護局の代表者、ノルトシュテンメンの町の代表者、ドイツ鉄道の代表者の間でおそらく最後となる会合が持たれた。この会合は不成功に終わり、具体的な合意や新たな日程の決定なしに終了した。

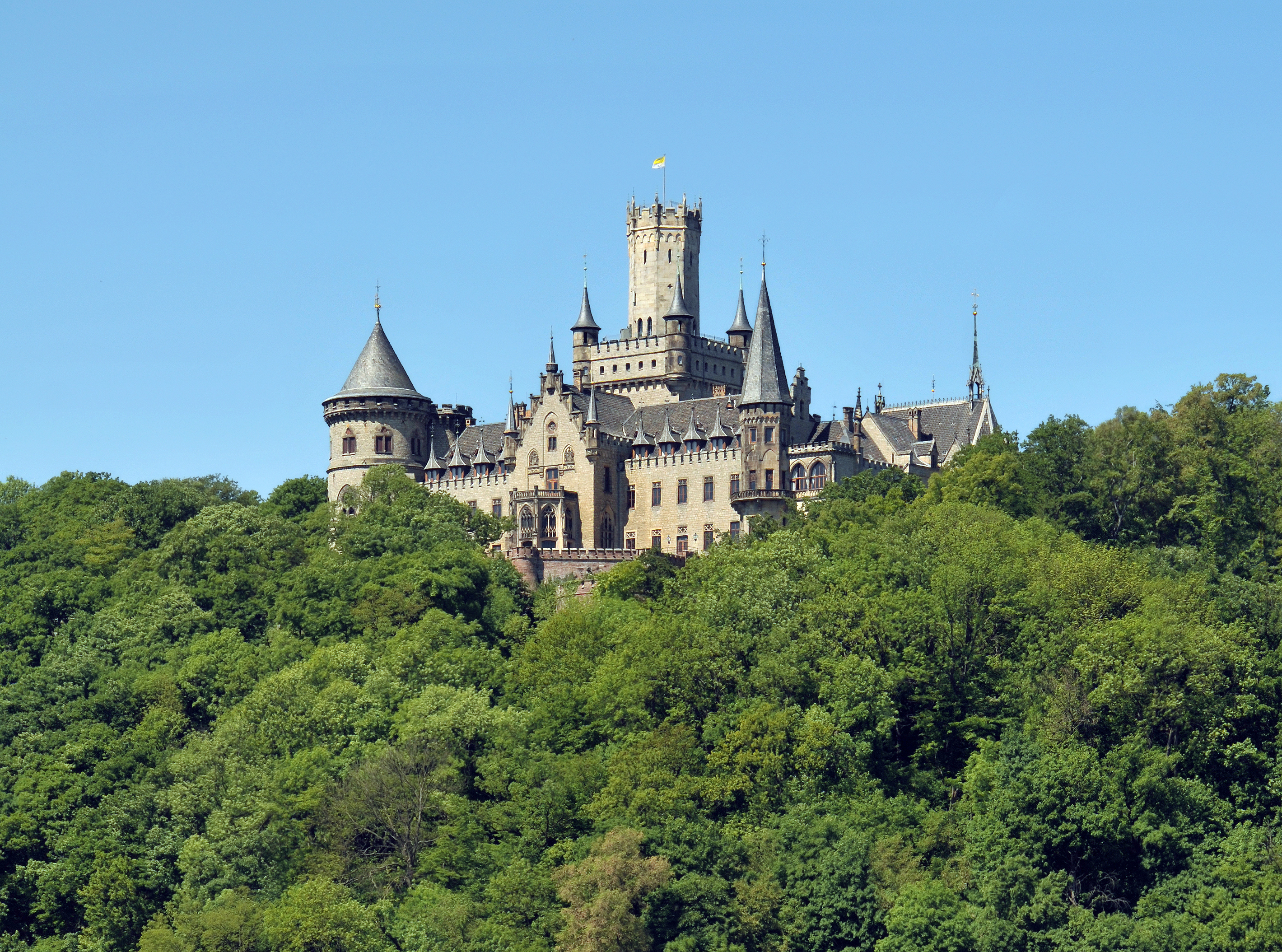
マリエンベルクに建つマリエンブルク城

#### マリエンブルク城
ノルトシュテンメンの北西、パッテンゼンの市域内に位置するマリエンブルク城は1857年から1867年に建築家コンラート・ヴィルヘルム・ハーゼ、ルートヴィヒ・フリューリング、エドヴィン・オップラーによって建設された。この城館は、ハノーファー王ゲオルク5世から王妃マリーへの贈り物であった。城館の一部が修復されており、夏季には様々なガイドツアー、塔の登頂、飲食店、様々なイベントに利用されている。

#### マリエンベルク
マリエンブルク城は、前期三畳紀の砂岩で形成されたマリエンベルクの南西斜面、高度 135 m にある。この山はシューレンブルガー山地の南東部を形成している。マリエンベルクは、西はアーデンザー・ベルクに、南東はライネ川と郡道 K 505号線に接する。K 505号線はマリエンベルク橋によりライネ川を渡る。城の塔や南側からはライネタールの広い眺望が得られる。アーデンザー・ベルク、シューレンブルガー・ベルク、マリエンベルクの北斜面は、1997年からカレンベルガー・ライネタール景観保護区に属している。マリエンブルク城の建設により、マリエンベルクはロマンティックな城館公園に改造され、マリエンベルクとアーデンザー・ベルクを散策するための遊歩道が整備された。マリエンブルクやかつての見張り塔周辺の中世の土塁施設は散策することができる。アーデンザー・ベルクの森の端からはハラー川の谷やカレンベルガー・ラントを一望できる。

#### レッシング騎士館
レッシング地区にはレッシング家の居館を含むレッシング城がある。この水城は、廃城跡にルドルフ・フォン・レッシングによって2階建ての木組みのルネサンス建築として建設され、1589年に完成した。

### グローナウとブルクシュテンメンとの間のライネ河畔緑地自然保護区
「グローナウとブルクシュテンメンとの間のライネ河畔緑地自然保護」がグローナウ (ライネ) とブルクシュテンメン地区との間に広がっている。この自然保護区は、ライネ川中流域の草地や、東のウート山地およびランメルス山地の麓を含む地域を保護している。周期的に洪水が起こるこの低地は、古い川筋や氾濫原を伴う蛇行した流れを特徴とする。ライネ川は、多くの場所が河畔林で覆われている。また、湿地や多年草が豊かな荒れ地も見られる。この自然保護区に含まれる斜面は森や低木林、痩せた草地や果樹園の名残を特徴とする。この自然保護区の南部には、ライネ低地の旧粘土採掘場があり、採掘場と現在は使われていない洗浄用の池が保護されている。この地域は、池、葦原などの浅瀨帯とそれに続く湿地が併存しているのが特徴である。ここは水鳥にとって繁殖、休息、越冬のための重要なビオトープとなっている。

### スポーツ
- ノルトシュテンメン地区には屋外プールがある。ドイツ水難救助協会（ドイツ語版、英語版）の支部がここを拠点としている。この町立屋外プールは、近隣のバイオガス工場の熱で温められている。
- この町最大のスポーツクラブが MTV ノルトシュテンメンである。この他に、VfL ノルトシュテンメンがある。
- 小口径銃射撃協会ノルトシュテンメン（KKS ノルトシュテンメン）は、ドイツ射撃協会の空気銃ブンデスリーガ1部で活動しており、この町で最も成功したスポーツクラブとなっている。

### クラブ・団体
- 文化・郷土協会ノルトシュテンメンは、ノルトシュテンメン駅の駅舎再生に取り組んでいる。さらに文化行事も行っている。
- ブラスオーケストラ・ノルトシュテンメン・フォン 1883 e.V. はノルトシュテンメンの重要な文化の担い手である。この団体は、1883年にノルトシュテンメン消防団の消防音楽隊として結成され、1993年から登記済団体として法的に独立している。

### 児童書賞: ノルトシュテンマー・ツッカーリューベ
「ノルトシュテンマー・ツッカーリューベ」（直訳: ノルトシュテンメンのテンサイ）は、2003年からノルトシュテッテン基礎課程学校が授与している児童書賞である。この賞は、類似の賞とは異なり、生徒自身によって授与されることが特徴である。審査員は、ノルトシュテンメン基礎課程学校の4年生の児童で構成される。彼らは2冊の児童書から気に入った本を選択する。その作品の著者は、授賞式と自著朗読会のために学校に招待される。4年生の児童たちは朗読会の場で、芸術家ヤン・・オボールニク作の「ノルトシュテンメンのテンサイ」とVGH-財団が提供する賞金 1,111ユーロを贈呈する。

## 経済と社会資本

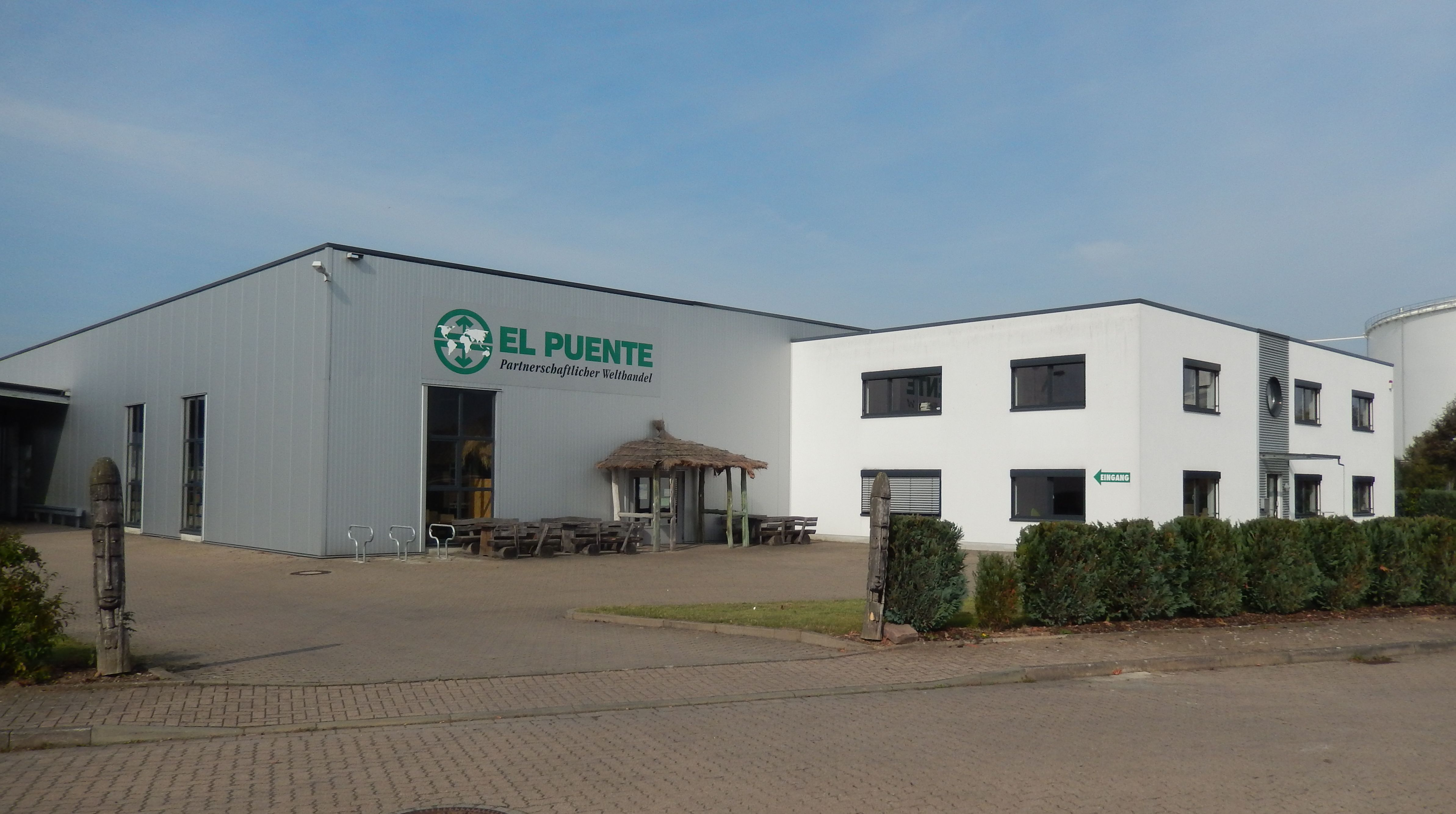
ノルトシュテンメンのエル・プエンテ本社

### 企業
- ノルトツッカー AG の製糖工場: ノルトシュテンメン最大の雇用主が、ノルトツッカーAGの製糖工場である。この工場は2003年までは南ハノーファー製糖連盟に加盟していた。
- エル・プエンテ GmbH: 2004年からエル・プエンテの本社と中央倉庫がノルトシュテンメンにある。エル・プエンテは、ドイツで2番目に大きなフェアトレード貿易企業である。エル・プエンテは商品取引と並行して、エル・プエンテは開発政策に関する教育・情報活動を行っている。
- バイオガス工場: 再生可能エネルギー法 (EEG)（ドイツ語版、英語版）の刷新に伴い、ノルトシュテッテン町内に複数のバイオガス工場が設けられた。

### 公共施設
ノルトシュテッテン町内には7園の託児施設がある。

### 教育
ノルトシュテッテン地区には、全日制の学校マリエンベルクシューレがある。この学校には本課程部門と実科課程部門がある。バルンテン地区とノルトシュテンメン地区には基礎課程学校が1校ずつある。
2013年にドイツ・キリスト教青年の家がアーデンゼンに基礎課程学校を開校した。この学校は2013年に自由な運営団体によって、第1学年から開校し、その翌年から毎年次の学年が順次追加されていった。アーデンゼン基礎課程学校は、2016年に州の認可を受け、これにより州からの資金援助を受けている。

### 交通
ノルトシュテンメン駅は、くさび形の駅（Y字型の路線構造をもつ）で、ハノーファー - ゲッティンゲン線とレールテ - ノルトシュテンメン線との乗換駅である。ここからは、乗り換えなしでハノーファー、ゲッティンゲン、ヒルデスハイム/ボーデンブルク方面へ行くことができ、さらにビュンデ (ヴェストファーレン) - レーネ (ヴェストファーレン) - ハーメルン方面に接続する。ノルトシュテンメン駅は、夜の時間帯を除き、メトロノーム鉄道会社および地方交通スタート・ドイチュラントの列車が1時間間隔で運行している。1991年の高速鉄道ハノーファー - ヴュルツブルク線開通以後は、ノルトシュテンメン駅の通過交通量は大幅に減少した。
ノルトシュテンメン駅は2006年に改築された。駅には高いプラットフォームと障害者用のスロープが設けられた。北側の地下道は東のバーンホーフ通りまで延伸され、そこにパーク・アンド・ライド用駐車場ととバス停が新設された。800万ユーロを超える総工費のうち約550万ユーロを州が負担した。
さらにバルンテン地区にはハノーファー方面路線の駅があるが、停車するのはほぼ専らハノーファー中央駅とヒルデスハイム中央駅とを結ぶハノーファーSバーンのS4号線の列車だけである。バルンテンにおノルトシュテンメン駅にも計画的に停車する列車は、運行していない。
エールツェ、ヒルデスハイム、ザールシュテットへ向かう多くのバス路線がある。連邦道 B1号線と B3号線が町域内を通っている。

#### ノルトシュテンメンにおけるドイツ鉄道の鉄道交通と交通騒音
ハノーファー - ゲッティンゲン鉄道線は、2015年にはドイツ鉄道の列車が1日最大240本運行される、ニーダーザクセン州で最も利用頻度の高い鉄道路線の1つである。ドイツ鉄道の列車が毎日ノルトシュテンメン駅を通過するのに加えて、メトロノーム社やノルトヴェストバーン社の旅客列車もノルトシュテンメン駅を通過するが、これらは以下の数値には含まれていない。
ドイツ鉄道は、2015年に近隣住民を対象としたアンケートにより騒音調査を実施した。ノルトシュテンメンには防音壁がないため日中の騒音指数は30,690で、5つの騒音グループ中4番目に位置づけられ、ニーダーザクセン州の鉄道駅の中で2番目に大きな騒音負荷がかかっている。夜間の騒音指数は 49.720で、ノルトシュテンメンは騒音負荷が最も高い自治体の1つである。比較のために記述すると、ザールシュテットの夜間騒音指数は 68,705、エールツェは 22,630、アルフェルトは 66,170であった。これは連邦鉄道長の「騒音対策計画」から明らかである。この騒音マップにはドイツ鉄道の列車のみが含まれており、メトロノームとノルトヴェストバーンの騒音量は含まれていない。騒音環境地図によると、例えば、ノルトシュテンメン、ブルクシュテンメン、レッシングは完全に騒音に包まれており、いずれの地区でも住民たちはその影響を受けている。

## 人物

### 出身者
- ヨハネス・ロイニス（1802年 - 1873年）宗教家、教師、植物学者。
- ルドルフ・ヴィークマン（1804年 - 1865年）建築家、画家、デュッセルドルフ美術アカデミー教授。

## 関連図書
- Fr. Brinckmann (1858). Das Lager bei Nordstemmen während der Concentrirung des 10. Bundes-Armee-Corps im Jahre 1858. Bilder und Humoresken aus dem Lagerleben. Hannover: Schlüter’sche Hofbuchdruckerei
- Heinrich Bartels (1983). Volksbank Leinetal eG.. ed. Nordstemmen von der Vorzeit bis zur Gegenwart. Eine Ortschronik. Burgstemmen
- Paul-Feindt-Stiftung, ed (2005). Hildesheimer und Kalenberger Börde. Natur und Landschaft im Landkreis Hildesheim. Band 5. Hildesheim: Gerstenberg Verlag. ISBN 978-3-8067-8547-0
- Hans Kleuker (2014). Es war einmal… in Nordstemmen. Die Vergangenheit für die Zukunft bewahren. Nordstemmen. pp. 69–77